# Горња Лучка
Горња Лучка је насељено место у Босни и Херцеговини у граду Цазину. Административно припада Федерацији Босне и Херцеговине, односно њеном Унско-санском кантону. Према попису становништва из 2013. у насељу је било 908 становника, а већинску популацију чинили су Бошњаци.

## Становништво
По последњем службеном попису становништва из 2013. године у овом насељу живело је 908 становника, а село је било етнички хомогено са већинском бошњачком популацијом.
| Националност | 2013. | 1991.        | 1981.        | 1971.        |
| Бошњаци      | —     | 962 (98,06%) | 795 (98,76%) | 722 (99,31%) |
| Хрвати       | —     | 4 (0,41%)    | 1 (0,12%)    | 0            |
| Срби         | —     | 2 (0,20%)    | 2 (0,25%)    | 0            |
| Југословени  | —     | 4 (0,41%)    | 6 (0,74%)    | 2 (0,27%)    |
| Словенци     | —     | 2 (0,20%)    | 1 (0,12%)    | 0            |
| остали       | —     | 9 (0,92%)    | 0            | 3 (0,41%)    |
| Укупно       | 908   | 981          | 805          | 727          |